# Phoenix Contact Arena
Die Phoenix Contact Arena ist eine Multifunktionshalle auf dem Innovation Campus in Lemgo (Nordrhein-Westfalen). Sie ist außerdem die Spielstätte des Handballbundesligisten TBV Lemgo.

## Geschichte
Die Phoenix Contact Arena wurde 1977 als Schulsporthalle mit lediglich 200 Plätzen unter dem Namen „Lüttfeldhalle“ für die Berufsschulen des Kreises Lippe erbaut. Bereits in den ersten zwanzig Jahren ihres Bestehens erfolgten mehrere Umbauten und Erweiterungen in direkter Nachbarschaft zur Technischen Hochschule Ostwestfalen-Lippe. 1983 lag die Platzzahl bei 950 Plätzen, von denen 870 Sitzplätze waren. Der Platzbedarf stieg aber weiter und man beschloss eine Erweiterung um 600 Plätze. Ein weiterer Tribünenrang mit 520 Sitzplätzen wurde 1985 eingeweiht. Dies brachte die Gesamtkapazität auf 2000 Besucher. Für einen kompletten Umbau der Halle fehlten damals die finanziellen Mittel.
In der Saison 1996/97, als der TBV Lemgo seinen ersten Meistertitel im Handball errang, wurde offensichtlich, dass die Zuschauerkapazität mit nunmehr 1750 Sitz- und 250 Stehplätzen nicht mehr ausreichte. Nach dem Ausbau im Jahre 1997, bei dem eine Kapazität von 3300 Sitzplätzen sowie weiteren Stehplätzen erreicht wurde, erfolgte die Umbenennung der Halle in „Lipperlandhalle“ und versteht sich heute als Sport-, Kultur- und Kongresszentrum.
Zur Koordination der neben dem Profisport nun vermehrt stattfinden Großveranstaltungen wie Konzerten, Kongressen, Messen und Märkten gründeten der Kreis Lippe und der TBV Lemgo die Betreibergesellschaft Lipperlandhalle mbH. Der hauptamtliche Geschäftsführer war seit 2005 Michael Arend, der diese Position von 1997 bis 2004 nebenamtlich bekleidete. Ihm zur Seite standen im Laufe der Jahre verschiedene nebenamtliche Geschäftsführer: Hans-Werner Antkewitz, Fynn Holpert, Frank Schäfer sowie zuletzt Rainer Grabbe. Ende 2023 ging Michael Arend nach mehr als 26 Jahren als Geschäftsführer in den Ruhestand. Sein Nachfolger auf der Position ist Michael Güttge.
Seit dem vorerst letzten Ausbau in den Jahren 2004 und 2005 bietet die Halle nunmehr 5000 Besuchern Platz, wobei 10–15 % auf Stehplätze entfallen. Zur Einweihung im Oktober 2005 wurde neben einem Tag der offenen Tür auch Führungen und eine Eröffnungsshow inszeniert. Bei dieser traten bekannte Musiker(innen) wie Annett Louisan, Banaroo, Lou Bega und Limahl auf.
Der Um- und Neubau wurde in einem Medienprojekt der Technischen Hochschule Ostwestfalen-Lippe, Fachbereich Medienproduktion dokumentiert. Es entstand ein 170-Minuten-Film ein Jahr Lipperlandhalle über den Bau, die wichtigsten Sportereignisse in der Halle während des Baus, Interviews mit den Sportlern und über kulturelle Events. Studierende entwickelten zusammen mit den Betreibern und dem Kreis Lippe die neue Website.
Die Lipperlandhalle in Lemgo war eine der Spielstätten der Handball-Weltmeisterschaft der Herren 2007.
Seit dem 1. Juli 2018 wurde das Elektrotechnikunternehmen Phoenix Contact zunächst für fünf Jahre Namenssponsor der Lipperlandhalle, die nun Phoenix Contact-Arena heißt. 2023 wurde das Namenssponsoring um weitere 5 Jahre verlängert.
Die Firma, die die Halle vertritt, heißt jedoch weiterhin „Betreibergesellschaft Lipperlandhalle mbH (BGL)“.
In der Halle wurde ab Ende 2020 ein Impfzentrum gegen COVID-19 eingerichtet, welches seinen Betrieb im September 2021 beendete.

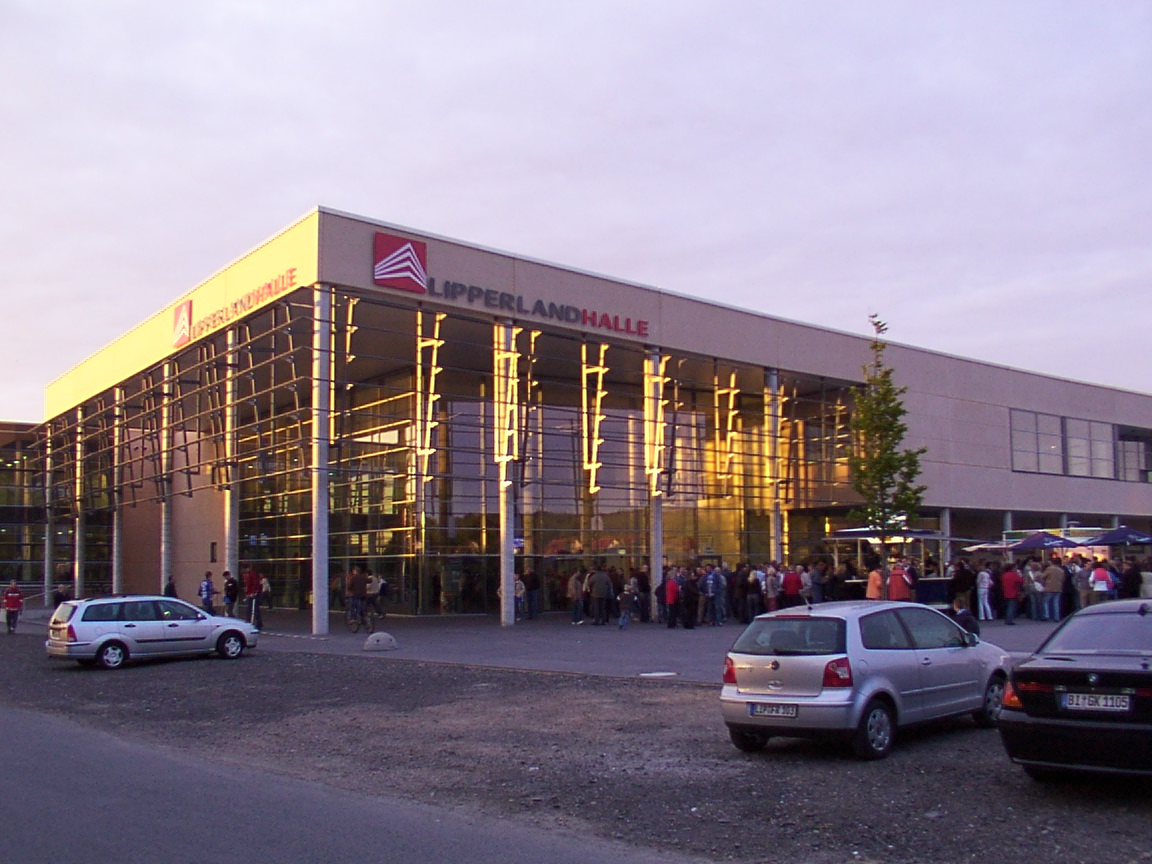
Die Lipperlandhalle – Sport-, Kultur-, Kongresszentrum (Juni 2006)
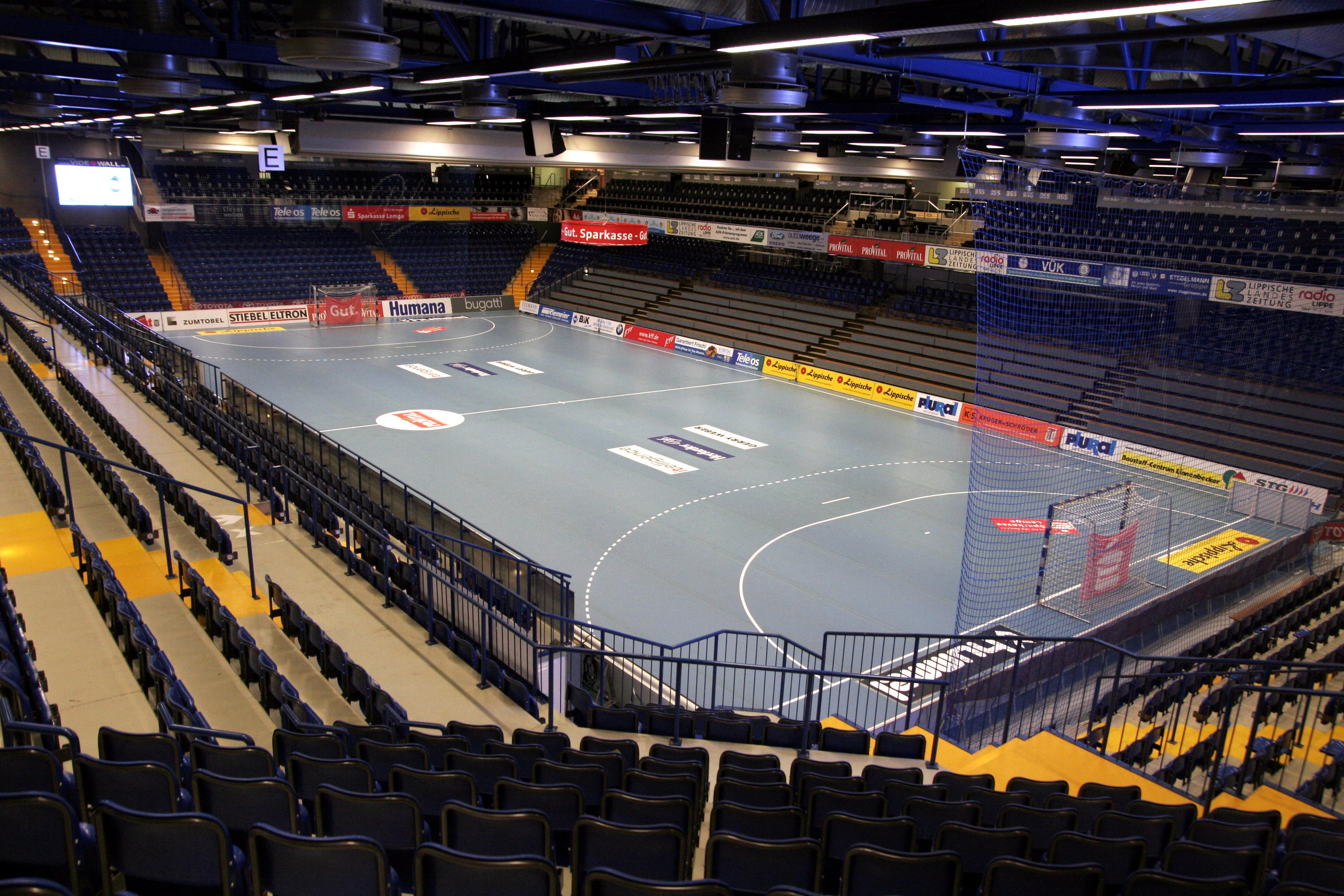
Blick auf das Spielfeld vor einem Bundesligaspiel (Oktober 2007)
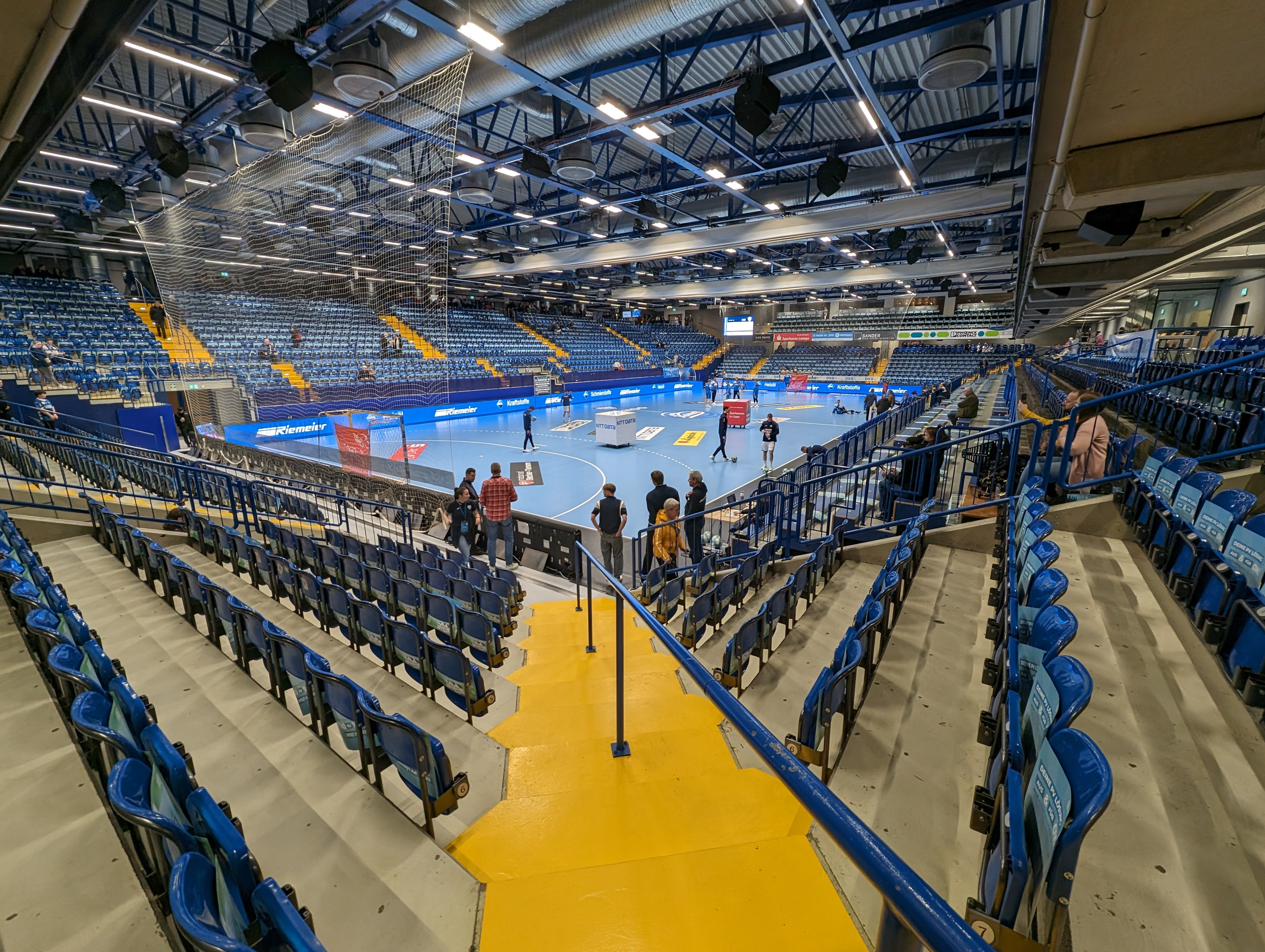
Innenraum der Phoenix Contact Arena (Februar 2024)